# Lexells komet
Lexells komet (D/1770 L1) är en komet som upptäcktes den 14 juni 1770 av Charles Messier. 
Kometen blev synlig för blotta ögat redan den 20 juni. Rapporter om observationer gjordes från såväl Europa, Nordamerika som Kina.
Den första juli var kometen som närmast jorden med 2,2 miljoner kilometer. Detta är den närmaste passagen med en komet man känner till. 
Den försvann ur sikte på grund av solljuset fram till 3 augusti då den återfanns. Den sista observationen gjordes den 3 oktober.
Anders Johan Lexell beräknade dess bana och fann en omloppstid på 5,5 år samt att kometens bana ändrats av Jupiter till en kortperiodbana 1767. 1779 skulle kometen ha återkommit men upptäcktes inte. Lexell visade då att Jupiter ännu en gång hade ändrat dess bana så att perioden ökades till 16 år eller mer.
Kometen har aldrig återfunnits och den har sannolikt upplösts.